# Pfaffenhain
Pfaffenhain ist ein Ortsteil der Gemeinde Jahnsdorf/Erzgeb. im sächsischen Erzgebirgskreis.

## Geografie

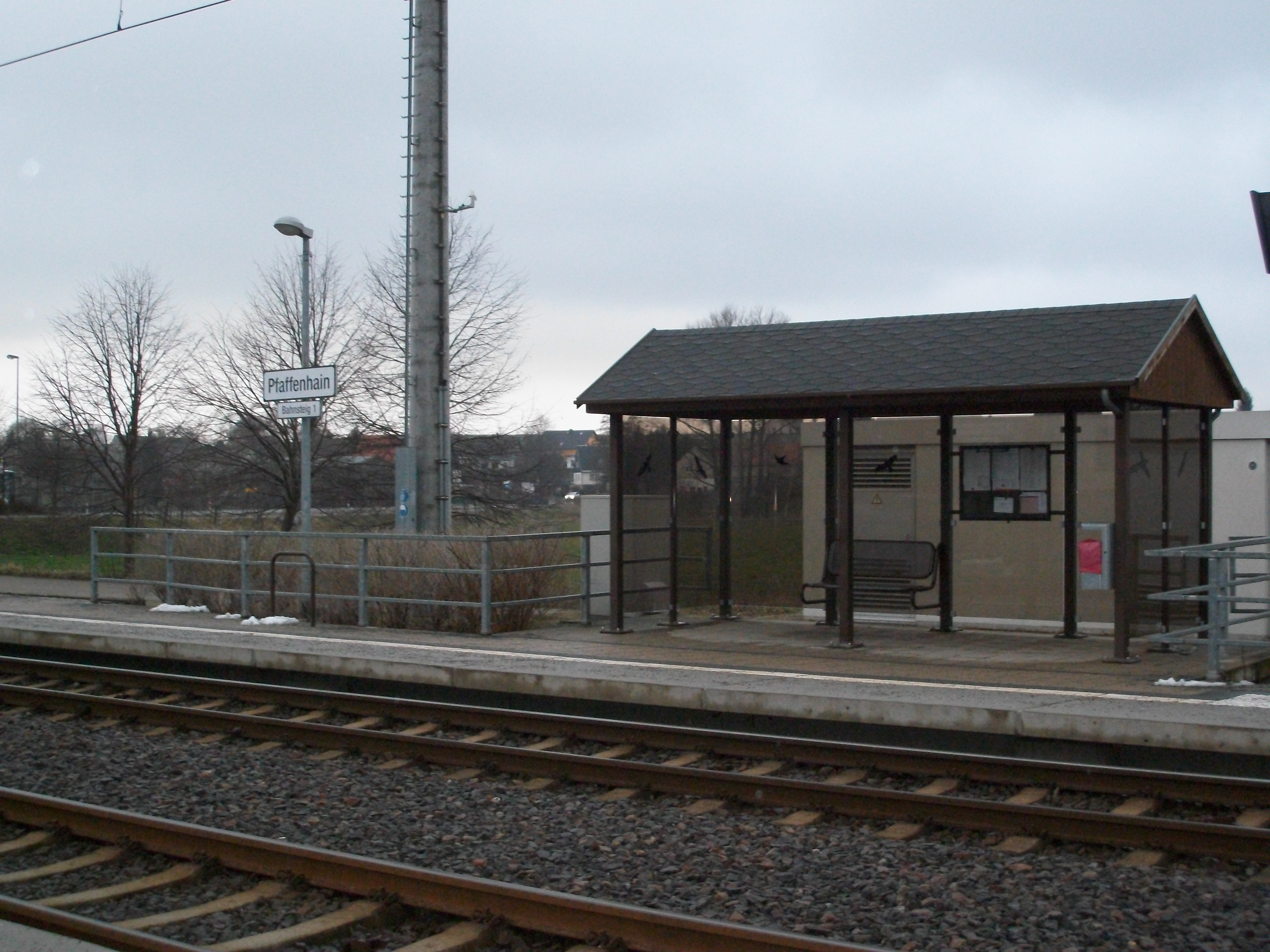
Bahnhof Pfaffenhain (2016)

Das einreihige Waldhufendorf Pfaffenhain liegt im Westerzgebirge am flachen Nordhang einer breiten Talaue der Würschnitz. Die Bundesstraße 169 verläuft durch die Ortslage. Der schnurgerade Abschnitt der Bundesstraße in Richtung Niederdorf wird im Volksmund als Pfaffenhainer Länge bezeichnet. Zudem existiert ein Bahnhof an der im Rahmen des Chemnitzer Modells bedienten Würschnitztalbahn. Im 30-Minuten-Takt verkehrt die Linie C11 der Chemnitzbahn nach Stollberg sowie in die Chemnitzer Innenstadt.

### Nachbarorte
| Seifersdorf | Leukersdorf                                 |           |
|             | Kompassrose, die auf Nachbargemeinden zeigt | Jahnsdorf |
| Niederdorf  |                                             |           |

## Geschichte
Die Ersterwähnung des Dorfes erfolgt 1442 als Pfaffenhayn. Das Dorf gehörte in dieser Zeit zum Kloster Grünhain, mit dem auch die Namensgebung in Verbindung gebracht wird. Pfaffenhain ist und war vor allem bäuerlich geprägt, wobei die Einwohner von der Rindviehzucht, aber auch von der Strumpfwirkerei und Weberei lebten. August Schumann berichtet 1818 über Pfaffenhain unter anderem:
Pfaffenhayn hat 30 Häuser, welche in nördlicher Richtung sich fast 1/4 Stunde lang erstrecken; darunter sind 14 mit Feldgütern versehen, alle aber sind sehr wohl gebaut, und das ganze Dorf hat das deutliche Gepräge der Wohlhabenheit.
Im 19. Jahrhundert bestanden zwei Mahlmühlen, von der eine mit einer Schneidmühle verbunden war, und ein großer Gasthof. Zudem existierten zahlreiche Teiche und einige Steinbrüche am Steinberg. Um 1900 entstanden im Rahmen der Industrialisierung kleine Strumpbetriebe, später auch eine Schlossfabrik für Spezialschlösser, eine Schuhfabrik, ein Textilveredlungsbetrieb und ein Blechformwerk.
Kirchlich war Pfaffenhain zunächst nach Leukersdorf und dann ab 1548 nach Kirchberg gewiesen. 1892 wurde Pfaffenhain wieder nach Leukersdorf gepfarrt.
Das bis dahin selbständige Dorf Pfaffenhain wurde am 11. Dezember 1974 nach Leukersdorf eingemeindet. Durch den Zusammenschluss von Leukersdorf mit Jahnsdorf wurde es am 1. Januar 1999 ein Ortsteil der Gemeinde Jahnsdorf.

### Entwicklung der Einwohnerzahl
| Jahr | Einwohnerzahl                                            |
| ---- | -------------------------------------------------------- |
| 1551 | 13 besessene Mann, 13 Häusler, 13 Dienstboten; 8 ½ Hufen |
| 1764 | 13 besessene Mann, 1 Gärtner, 7 Häusler                  |
| 1801 | 161                                                      |
| 1834 | 215                                                      |
| 1871 | 306                                                      |
| 1890 | 283                                                      |

| Jahr | Einwohnerzahl |
| ---- | ------------- |
| 1910 | 343           |
| 1925 | 377           |
| 1939 | 506           |
| 1946 | 620           |
| 1950 | 571           |
| 1964 | 488           |

| Jahr | Einwohnerzahl |
| ---- | ------------- |
| 2011 | 317           |
| 2013 | 320           |
| 2014 | 322           |
| 2017 | 411           |
| 2018 | 408           |
| 2019 | 386           |

| Jahr | Einwohnerzahl |
| ---- | ------------- |
| 2020 | 407           |
| 2021 | 391           |
| 2022 |               |
| 2023 |               |
| 2024 |               |
| 2025 |               |

## Archiv des Erzgebirgskreises
In Bauten des früheren Flugplatzes ist ein Teil des Archives des Erzgebirgskreises untergebracht und für Besucher zugänglich. Pfaffenhain ist neben Aue und Annaberg-Buchholz einer der drei Standorte des Kreisarchivs und verfügt neben Archivalien der früheren Kreise und Landkreise Marienberg, Zschopau und Mittlerer Erzgebirgskreis einen Schwerpunkt in Gemeindebeständen, Zeitungen und verschiedenem Sammlungsgut aus dem Marienberger Raum.

## Flüchtlingsunterkunft
Zwischen Kreis-Archiv und Flugplatz befindet sich seit Ende 2015 eine aus Containern bestehende Flüchtlingsunterkunft, bewohnt von ca. 90 Flüchtlingen.

## Wirtschaft und Infrastruktur
Wichtige Betriebe in Pfaffenhain sind die ABUS Pfaffenhain GmbH (Hersteller mechanischer Sicherheitstechnik; gegründet 1946 als Mechanische Werkstätten Pfaffenhain/Erzgeb., später bis 1990 VEB Schloßfabrik Pfaffenhain und von 1990 bis 2008 Schließanlagen GmbH Pfaffenhain), Air-Service Fiedler (Instandhaltungsbetrieb der Allgemeinen Luftfahrt nach JAR 145), die M&V GmbH Siegmar (Metallbearbeitung, Vorrichtungs- und Fahrzeugbau), die Firma Püschmann Maschinenbau GmbH, die ZLT Lüftungs- und Brandschutztechnik GmbH, ein Teil der Firma Eurofoam und die Firma Markstahl. Begünstigt wird die Unternehmensansiedlung durch den Flugplatz Chemnitz-Jahnsdorf, der sich zwischen Pfaffenhain und Jahnsdorf befindet.
Auf dem Grundstück des abgerissenen Gasthofs Pfaffenhain (mit Saal), ehem. Besitzer Wilhelm Sonntag (etwa 1901), befindet sich heute der Neubau der Freiwilligen Feuerwehr Pfaffenhain.
Aktuell erfolgt der Ausbau des Internets mit Glasfaserkabel in Pfaffenhain.

## Landschaft
Mit den Steegenwiesen direkt an der Würschnitz besitzt die Gegend um Pfaffenhain die größte Wiesenfläche im Erzgebirge.

## Historisches
Pfaffenhain verfügte früher offenbar über drei Mühlen. Eine davon, die Sägemühle oder Schneidemühle, kann heute im Seiffener Freilichtmuseum als Wasserkraftsägemühle besichtigt werden. Eine zweite Mühle wurde Obermühle (Mahlmühle) genannt. Zur dritten Mühle, wahrscheinlich die Niedere Mühle, gibt es wohl keine Dokumente mehr. In der Literatur ist zum Teil von zwei Schneidemühlen die Rede.